# Alexandra Daddario
Alexandra Anna Daddario (født 16. marts 1986 i New York) er en amerikansk skuespiller, kendt for filmpublikummet som Annabeth Chase i filmen Percy Jackson & lyntyven fra 2010. Daddario medvirkede også i The Squid and the Whale, All My Children, The Babysitters, The Attic, The Hottest State, White Collar, Bereavement og San Andreas.
I 2011 medvirkede hun med Owen Wilson i Farrelly-brødrenes komediefilm Alt tilladt. I 2015 havde hun en af hovedrollerne i filmen "San Andreas". Hun er også kendt for rollen i Baywatch (2017) i rollen som Summer Quinn.